# Союзэкспертиза
Автономная некоммерческая организация «Союзэкспертиза» (SOEX) ТПП РФ торгово-промышленной палаты Российской Федерации — независимая экспертная организация, дочерняя структура ТПП РФ (http://tpprf.ru/ru/organization/soyuzexpert/). Экспертный холдинг SOEX занимается лабораторным контролем качества и безопасности продукции, экспертизой и аудитом, сертификацией, оценкой, оказывает содействие в повышении эффективности закупочной деятельности, проводит судебные и строительные экспертизы, осуществляет инспекционный контроль качества изготовления, испытания, транспортировки и хранения электротехнического, энергетического оборудования, материалов и ядерного топлива для российских и зарубежных компаний.

## История компании
Первое в России бюро товарных экспертиз было создано 3 апреля 1923 года в Северо-западной торговой палате. К основным задачам бюро тогда относились определение качества товаров, оценка их стоимости, размера нанесённого ущерба, определение норм убыли и многое другое.
После проведения ряда организационных мероприятий в 1943 году Совнаркомом СССР был утверждён новый Устав Всесоюзной торговой палаты, в результате чего вся независимая экспертиза была сосредоточена в рамках палаты. С этого времени количество проводимых экспертиз в стране значительно возросло, также стали открываться отделения и создаваться Палаты в других союзных республиках.
В 60-е года наблюдался рост объёма внешней торговли СССР, в связи с чем, начиная с 1958 года, стала активно развиваться экспертиза товаров по поручениям иностранных организаций. В 1964 году был создан Испытательный центр ГЭАЦ «СОЭКС» экспертной организации «Союзэкспертиза» ТПП РФ. Центр аккредитован Федеральной службой по аккредитации и внесён в Единый реестр испытательных лабораторий (центров) Таможенного союза.
Сегодня «Союзэкспертиза» ТПП РФ (SOEX) тесно сотрудничает с экспертными организациями стран членов СНГ и ведущими мировыми инспекционными компаниями, является полноправным членом Международного Совета по испытаниям, инспекции и подтверждению соответствия TIC Council (https://www.tic-council.org/), объединяющего крупнейшие мировые компании экспертного сектора.
В своём современном виде СОЭКС тесно сотрудничает с ТПП РФ (президент Катырин Сергей) по всему спектру вопросов.

## Деятельность компании
На сегодняшний день[когда?] «СОЮЗЭКСПЕРТИЗА» ТПП РФ — крупнейшая в России независимая национальная экспертная организация, имеющая холдинговую структуру (боле 30 представительств в крупнейших городах и портах России) и обладающая значительным штатом профессиональных сотрудников (более 300 экспертов с опытом работы более десяти лет) и собственными аккредитованными лабораториями.
Основные группы услуг:
- Лабораторные испытания (проведение испытаний продукции на соответствие требованиям технических регламентов Таможенного союза, а также требованиям национальных, межгосударственных и международных стандартов; контроль качества и безопасности продукции в рамках программ Роскачества)
- Сертификация (обязательная и добровольная сертификация продукции и услуг, регистрация деклараций о соответствии, организация работ по получению свидетельств о государственной регистрации Роспотребнадзора)
- Экспертизы (экспертиза качества и количества товара, упаковки товара; экспертиза по страховым случаям; экспертиза образцов товара, представленных на выставках, ярмарках, конкурсах; предотгузочная экспертиза, экспертиза страны происхождения товаров; экспертиза по выявлению признаков фальсификации и контрафакта)
- Аудит (предконтрактный и плановый аудит поставщиков на соответствие законодательным нормам и корпоративным стандартам качества; аудит соответствия продукции, процессов, деятельности предприятия требованиям клиента, рынка, внутренних стандартов; анализ локальных документов организации в сфере менеджмента качества и разработка рекомендаций по их совершенствованию)
- Оценка (оценка стоимости бизнеса; оценка нематериальных активов; оценка инвестиционных проектов; оценка для совершения сделок взаимозависимыми лицами; оценка стоимости работ и услуг; оценка стоимости объектов недвижимости, машин и оборудования; оценка для оспаривания кадастровой стоимости объектов недвижимости)
- Повышение эффективности закупок (экспертиза достоверности определения начальной максимальной цены государственных контрактов в рамках закупок, проводимых за счёт бюджетов различных уровней; экспертиза достоверности определения начальных цен договоров; экспертиза технического задания к договору или госконтракту; экспертиза результатов исполнения договоров и госконтрактов; консультационное сопровождение по вопросам ценообразования)
- Инспекция (инспекция оборудования на всех этапах — от момента контрактования и сборки до промышленного использования и безопасной утилизации; инспекция комплектного энергетического оборудования для поставок на строящиеся и реконструируемые гидро-, тепло- и атомные электростанции и ТЭЦ; инспекция свежего ядерного топлива для реакторов типов ВВЭР-440, ВВЭР-1000, РБМК; экспертизы в целях сертификации оборудования при экспортно-импортных сделках)
- Оперативные инспекции в Юго-Восточной Азии https://inspection.soex.ru/asia
- Инспекция генеральных, насыпных и навалочных грузов. Независимая оценка качества и количества груза при его транспортировке по миру на всем пути следования, сюрвей https://inspection.soex.ru/gruz
- Инспекция плодоовощной продукции в портах, распределительных центрах и торговых сетях https://inspection.soex.ru/prod
- Строительный консалтинг и строительные экспертизы (определение реальных сроков возведения объектов, контроль качества производства работ на разных этапах строительства; определение соответствия объёмов и качества выполненных работ проекту и смете; фиксация объёмов работ при смене подрядчика или собственника объекта; определение достаточности исполнительной документации по объекту строительства)
- Судебные экспертизы (строительно-техническая экспертиза, финансово-экономическая экспертиза, землеустроительная экспертиза, инженерно-техническая экспертиза, пожарно-техническая экспертиза, автотехническая экспертиза, подчерковедческая экспертиза, техническая экспертиза документов, установление давности реквизитов документа, автороведческая экспертиза, лингвистическая экспертиза, патентоведческая экспертиза)

## Деятельность СОЭКС в мире
«СОЮЗЭКСПЕРТИЗА» ТПП РФ является полноправным членом Международного Совета по испытаниям, инспекции и подтверждению соответствия TIC Council https://www.tic-council.org/. Одной из компетенций организации в области международного сотрудничества (опыт более 40 лет) является работа с компаниями, осуществляющими возведение или реконструкцию масштабных производственных объектов и оснащение их специальным сложным оборудованием, закупаемым в различных странах мира. На заводах-изготовителях в России и за рубежом организация производит контроль графиков изготовления и поставки оборудования (применяется при фиксированных датах поставки); участие в приёмочных испытаниях; проверка комплектности поставки, упаковки, консервации, маркировки; контроль погрузки на трейлеры, в ж/д вагоны, размещения на судне согласно карго-плану (в порту). Эксперты SOEX осуществляли контроль качества изготовления оборудования для аргентинских гидростанций «Сальто-Гранде», «Пьедра-дель-Агила», «Лос Караколес», ТЭС «Байя-Бланка».

## Партнёры
- Международный Совет по испытаниям, инспекции и подтверждению соответствия TIC Council https://www.tic-council.org/
- Китайская национальная корпорация по инспекции и сертификации (CCIC) https://www.ccic.com/ccic/index/index.html
- Торгово-промышленная палата Российской Федерации http://tpprf.ru/ru/
- Роскачество https://roskachestvo.gov.ru/
- ООО «Союзпатент» http://www.sojuzpatent.com
- ЗАО «Экспоцентр» https://web.archive.org/web/20090124014955/http://www-eng.expocentr.ru/